# Lupinus flavoculatus
Lupinus flavoculatus là một loài thực vật có hoa trong họ Đậu. Loài này được A.Heller miêu tả khoa học đầu tiên.

## Hình ảnh

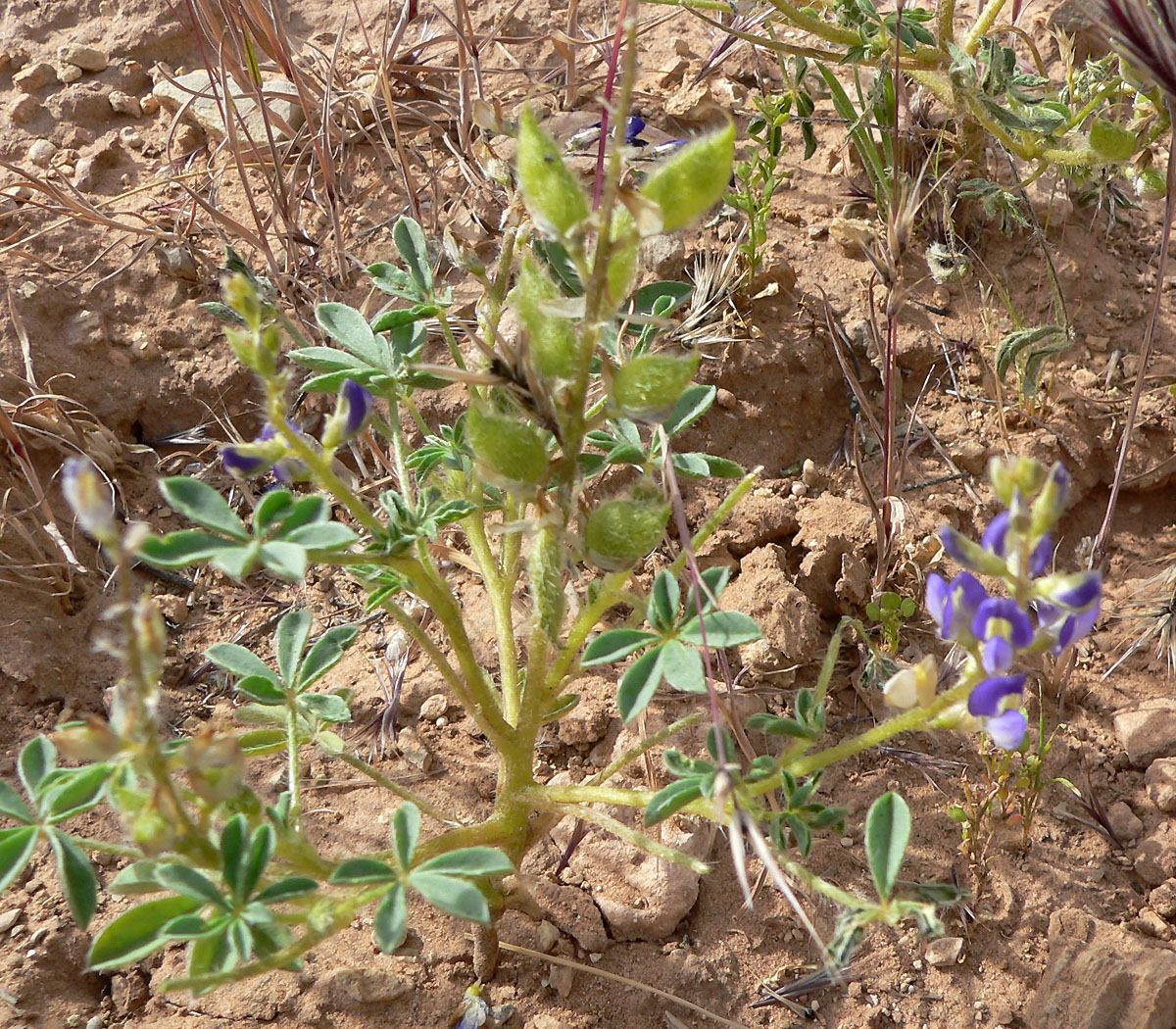
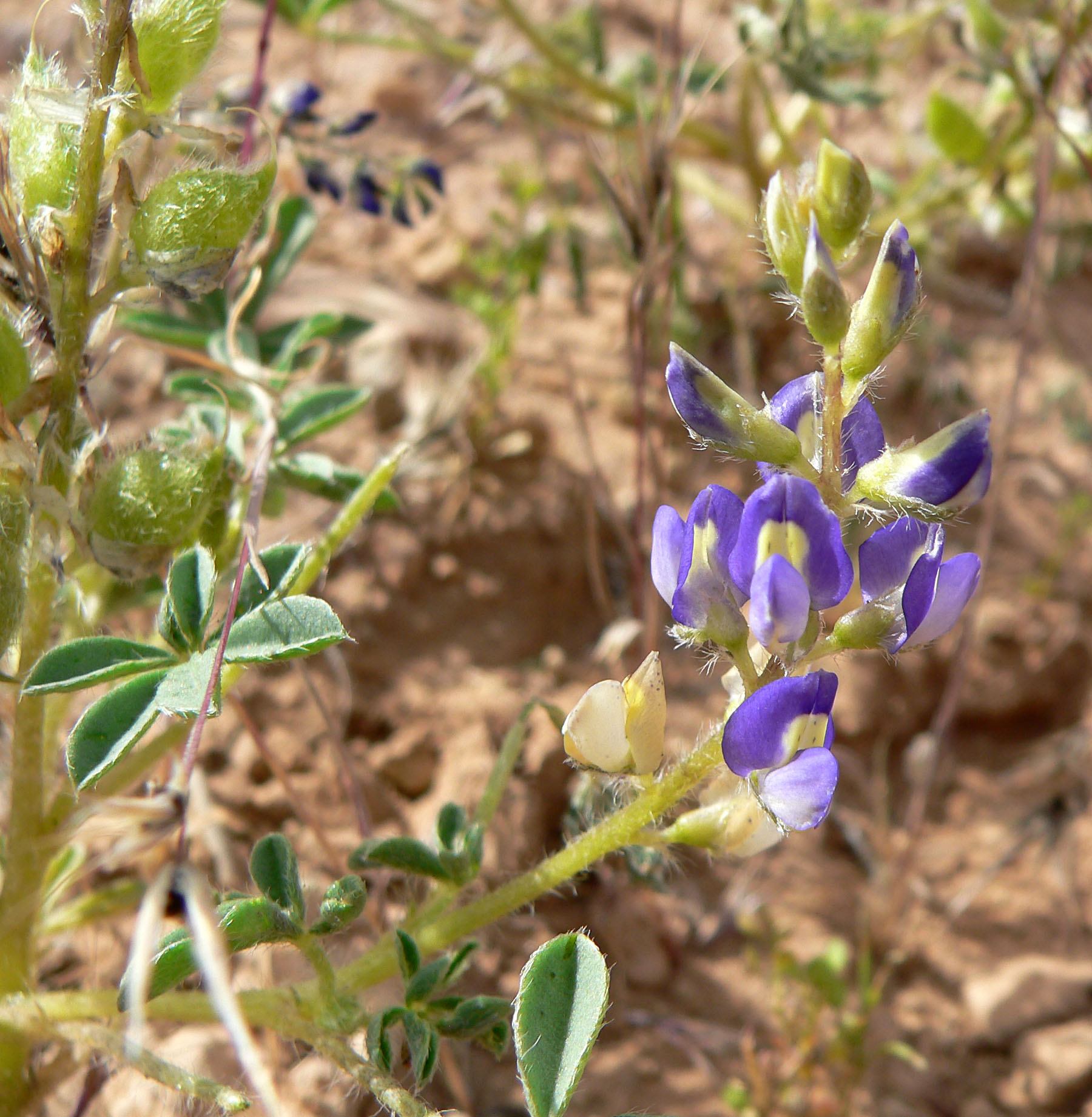
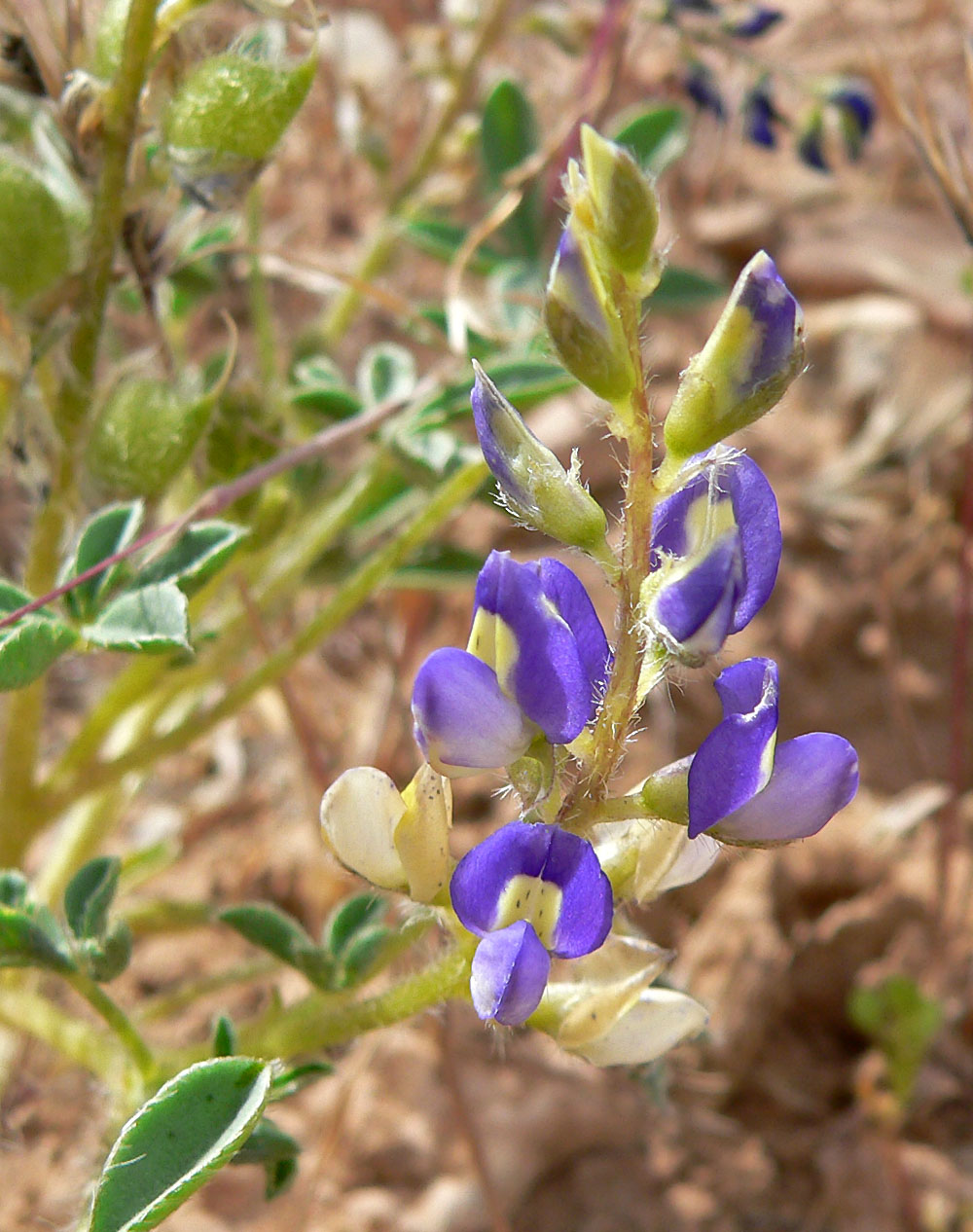
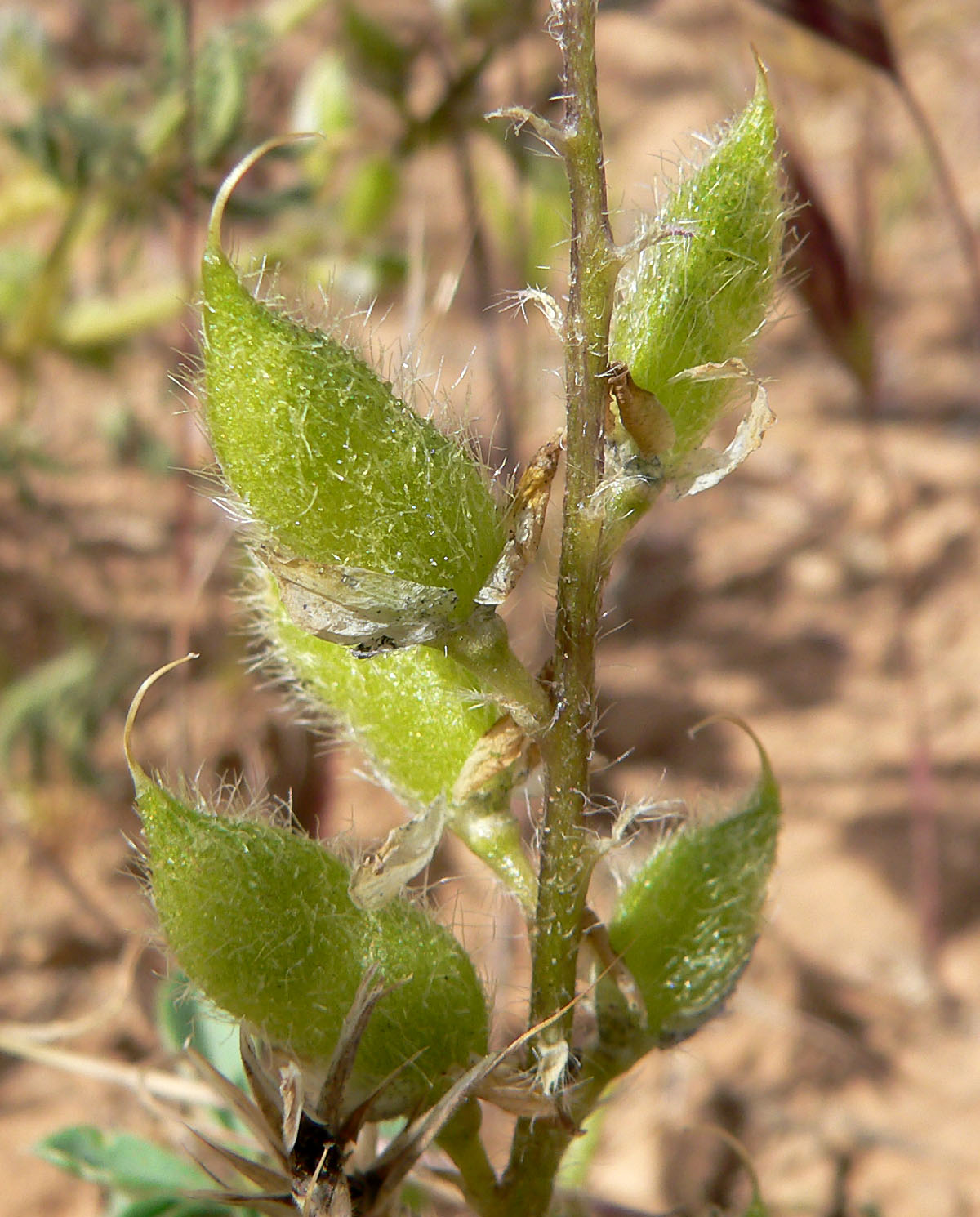